# Jean Lerda
Jean Lerda, né le 28 septembre 1929 à Allauch (Bouches-du-Rhône) et mort le 22 décembre 2016 à La Fare-les-Oliviers (Bouches-du-Rhône), est un coureur cycliste français, professionnel de 1955 à 1958.

## Palmarès
- 1949
  - 3e de Marseille-Toulon-Marseille
- 1954
  - Grand Prix de Châteaurenard
  - Ronde de Beaucaire
  - 6e du Grand Prix des Nations
- 1955
  - 4e du Grand Prix des Nations
- 1956
  - Grand Prix de Nice
  - Tour de l'Ariège :
    - Classement général
    - 3ea étape

  - 2e du Gênes-Nice
  - 2e du Circuit des Deux-Ponts
- 1957
  - 3e du Circuit des Deux-Ponts
- 1958
  - Circuit Grand-Combien
  - 3e étape du Critérium du Dauphiné libéré
  - 2e des Boucles Roquevairoises

## Résultats sur les grands tours

### Tour de France
1 participation
- 1956 : 57e